# Herbert Schäwel
Herbert Schäwel (* 13. August 1924 in Granskevitz/Rügen; † 17. April 2015 in Greifswald) war ein deutscher marxistischer Historiker und Hochschullehrer.

## Leben
Schäwel besuchte die Volksschule und wurde nach dem Zweiten Weltkrieg in der Sowjetischen Besatzungszone 1947 in die Neulehrerausbildung übernommen. Als Neulehrer trat er 1949 in die SED ein. Er legte die 1. und die 2. Lehrerprüfung in den Jahren 1951 und 1952 ab und begann ein Fernstudium in Geschichte für Mittelstufenlehrer (1952–1954), diesem folgte ein Studium der Geschichte für die Oberstufe (1955–1960) an der Pädagogischen Hochschule „Karl Liebknecht“ in Potsdam.
Bereits 1959 nahm Schäwel seine Tätigkeit als wissenschaftlicher Mitarbeiter am Historischen Institut der Ernst-Moritz-Arndt-Universität Greifswald auf, promovierte 1965 zum Dr. phil. und wechselte 1970 an die Sektion für Marxismus-Leninismus, wo er von 1972 bis 1977 als Hochschuldozent für die Geschichte der deutschen Arbeiterbewegung tätig war und 1976 seine Dissertation B vorlegte. Von 1977 bis 1985 hielt er die ordentliche Professur für die Geschichte der deutschen Arbeiterbewegung der Sektion Marxismus-Leninismus an der Universität Greifswald bis zu seiner vorzeitigen Emeritierung.

## Schriften
- Die Vorbereitung und Durchführung der demokratischen Bodenreform im Kreise Rügen, Dissertation A, Greifswald 1965
- Regionalgeschichtliche Quellensammlung für die Bezirke Rostock-Ost und Neubrandenburg, Teil 3, 1. Der Kampf für die Schaffung der antifaschistisch-demokratischen Ordnung in Deutschland, Bezirkskabinett für Weiterbildung der Lehrer und Erzieher, 1970
- Regionalgeschichtliche Quellensammlung für die Bezirke Rostock-Ost und Neubrandenburg, / Teil 3, 2. Von der Gründung der DDR bis zum Volksentscheid über die sozialistische Verfassung, Bezirkskabinett für Weiterbildung der Lehrer und Erzieher, 1971
- Der Kampf des Spartakusbundes und der KPD um das Bündnis mit den Landarbeitern und Bauern (von der Novemberrevolution bis zum Vereinigungsparteitag 1918 bis 1920), Dissertation B, Greifswald 1976